# São Francisco (fiume)
Il fiume São Francisco si trova in Brasile ed ha una lunghezza di 3.160 km. Si tratta del quarto sistema fluviale per dimensioni in Sud America e del fiume più lungo interamente in Brasile. La sorgente si trova sulla Serra da Canastra nello Stato di Minas Gerais. L'andamento del corso d'acqua è in linea generale verso nord, parallelo alla costa, prima di piegare verso est lungo il confine tra lo Stato di Bahia sulla riva destra e gli Stati di Pernambuco e Alagoas su quella sinistra ed infine sfociare nell'Oceano Atlantico tra gli Stati di Alagoas e Sergipe.
Dal 1948, il fiume rifornisce il complesso idroelettrico nei pressi delle cascate di Paulo Afonso. Tale complesso idroelettrico, in seguito ampliato dalla pianta originale, è noto come Complexo Hidrelétrico de Paulo Afonso in portoghese, o localmente semplicemente come Paulo Afonso. Questo e gli impianti successivi, come l'Hidrelétrica de Xingó a valle, vicino alla città di Piranhas, Alagoas, forniscono energia elettrica a gran parte della regione.
Dopo anni di dibattiti e studi dieci anni dopo l'avvio dei lavori, all'inizio di gennaio del 2017 è stato quasi completato il progetto (ambizioso e discusso) di trasposizione del fiume São Francisco, che preleva circa l'1,5% della portata del fiume per distribuirla nel Nordest settentrionale.